# Ibéris spatulé
Iberis spathulata
Espèce
Classification phylogénétique
L'ibéris spatulé , Iberis spathulata, est une espèce de plante herbacée dicotylédone de la famille des Brassicacées (Crucifères). Elle tire son nom de ses feuilles en spatule, ovales et charnues. Elle est endémique des Pyrénées.

## Caractéristiques
Organes reproducteurs
- Couleur dominante des fleurs : rouge à rose
- Période de floraison : juin à août
- Inflorescence : fleur à quatre pétales en croix
- Sexualité : ?
- Ordre de maturation : ?
- Pollinisation : ?

Graine
- Fruit : ?
- Dissémination : ?

Habitat et répartition
- Habitat type : éboulis fins - en général schisteux - en montagne entre 1 500 et 2 800 m (étage alpin)
- Aire de répartition : Pyrénées-Orientales

## Photographies

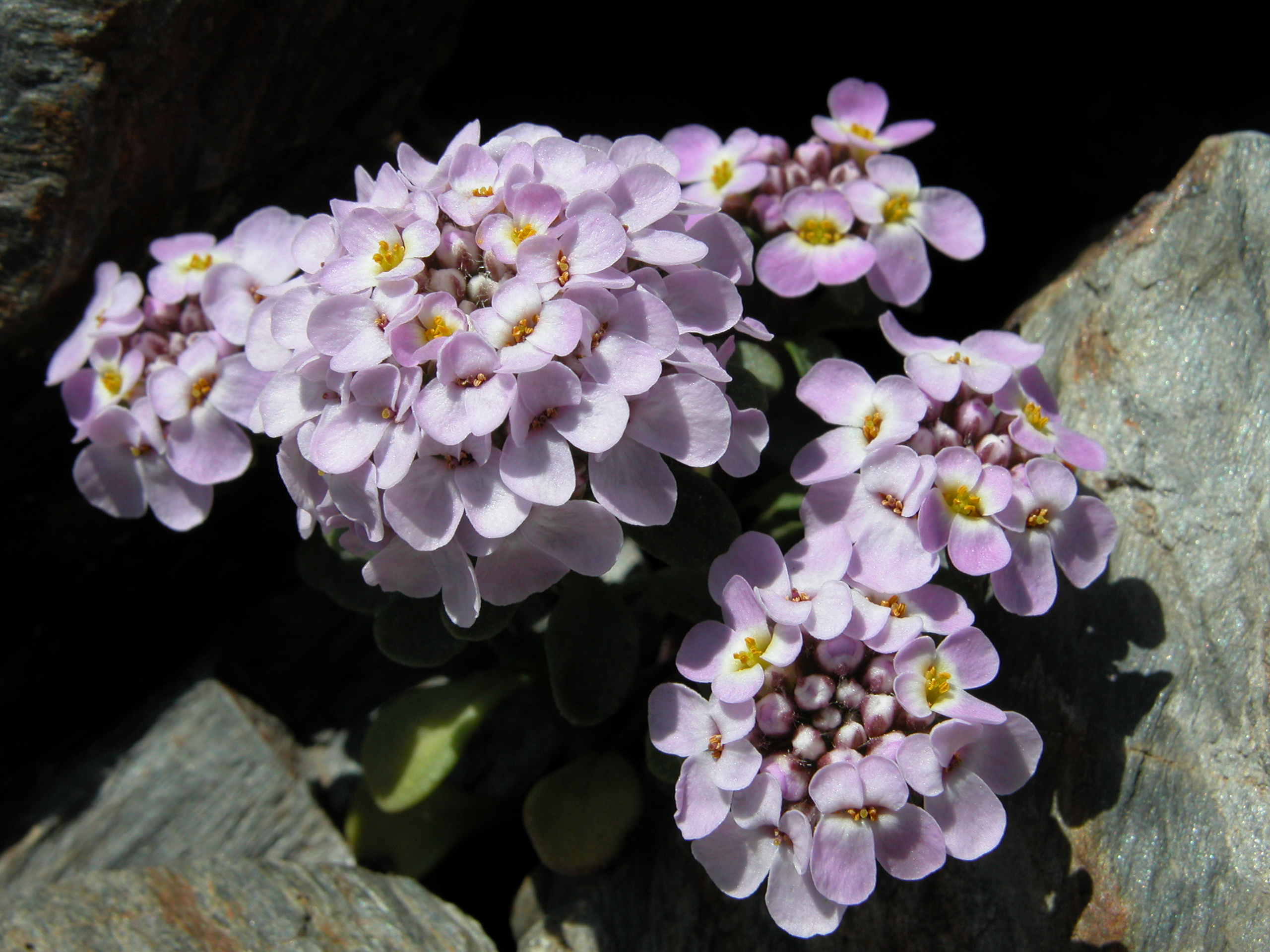

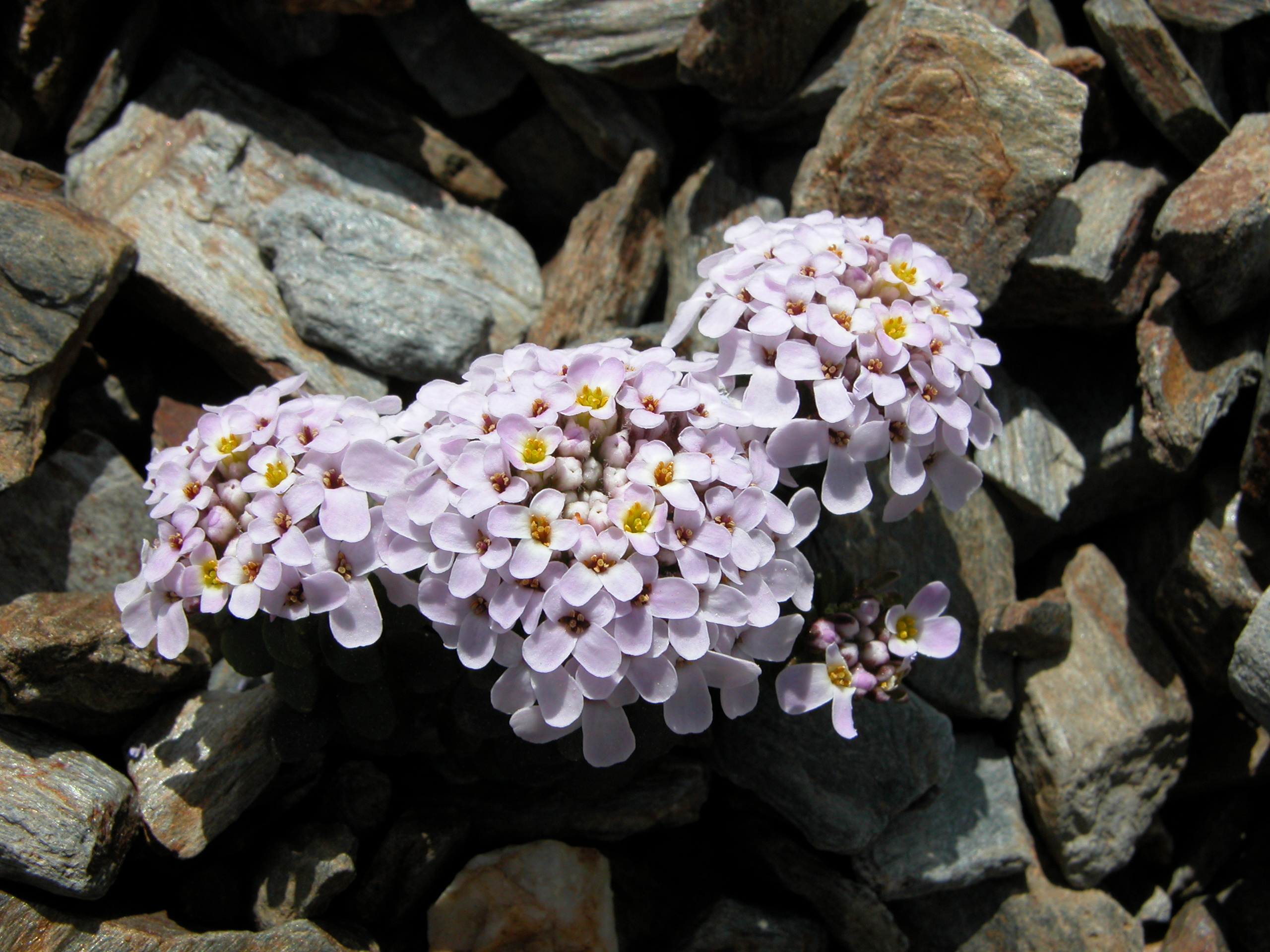
Vallée d'Eyne, Pyrénées-Orientales
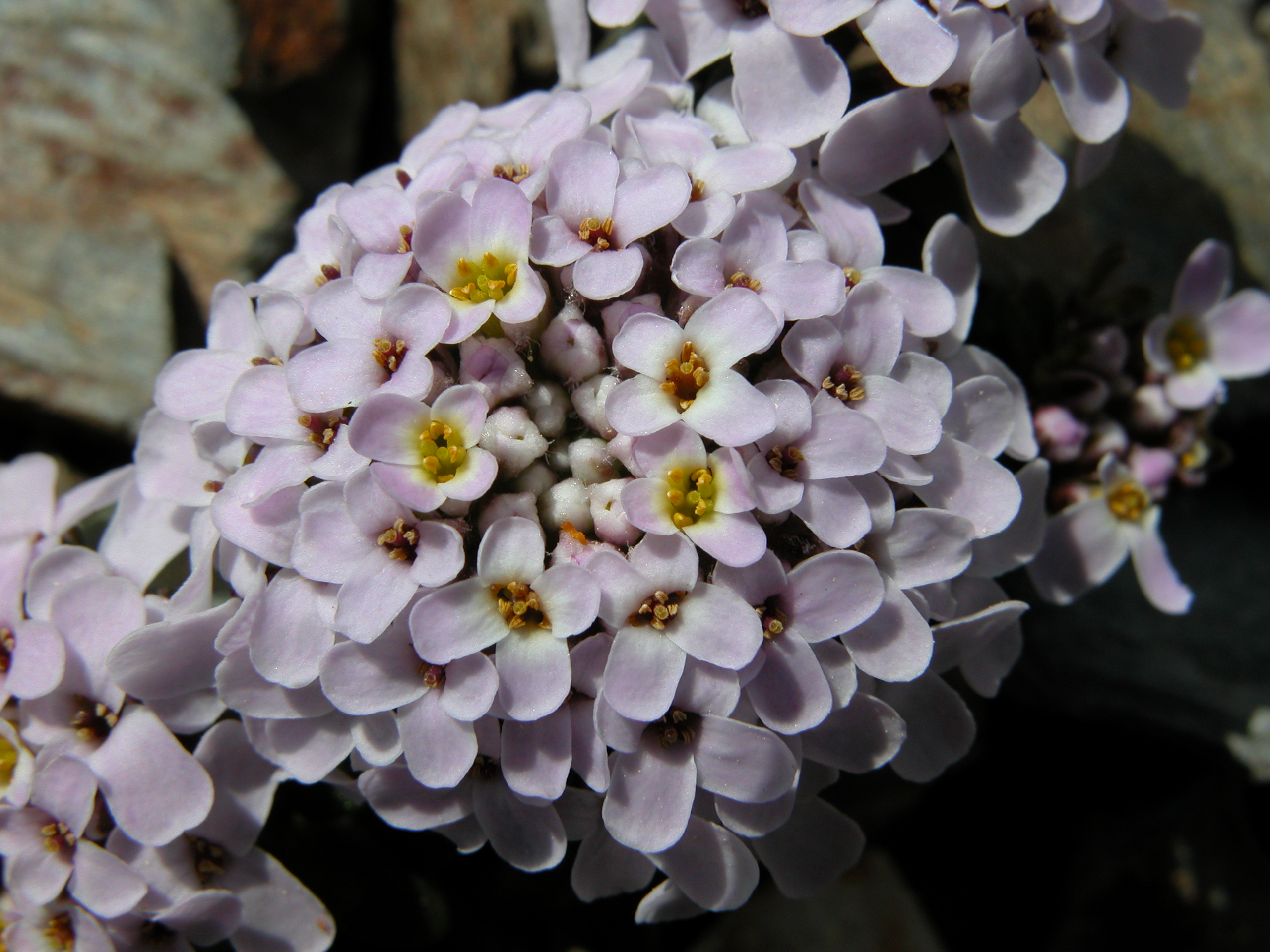
Altitude 2 500 m
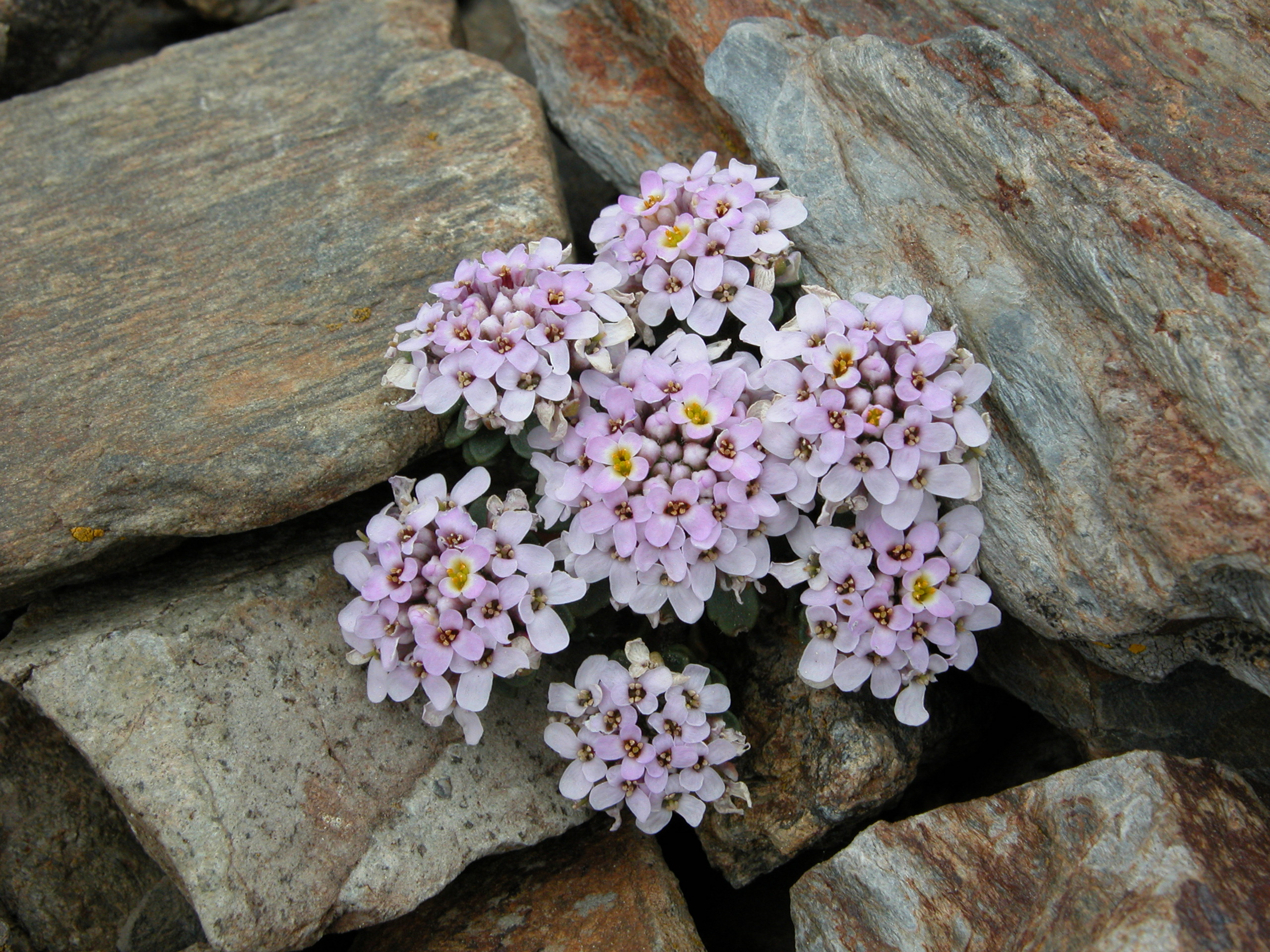
Juin 2006